# Надежда Чижова
Надежда Владимировна Чижова  (рус. Надежда Владимировна Чижова, Усоље-Сибирскоје 29. септембар 1945. била је совјетска атлетичарка  чија је спацијалнос била бацање кугле.
Први успех је постигла 1964. године освојивши две златне медаље (у кули и диску) Европских јуниорских игара у Варшави. Три пута у каријери стајала је на олимпијском постољу: 1968. у Мексико Ситију освојила је бронзу, 1972. у Минхену злато, а 1976. у Монтреалу сребро.
Четири пута за редом (од 1966. до 1974.) освојила је Европско првенство Седам медаља осваја на Европским играма у дворани: 1966, 1967 и 1968 и  Европским првенствима у дворани  1970, 1971, 1972 и 1964.  Три пута је стајала на победничком постољу Универзијада, а резултат из 1973. године је и садашњи рекорд ових такмичења.
Поставила седам седам нових светских рекорда. Постала је прва жена која је пробила баријере од 20 и 21 метра.
Вишеструки је првакиња Совјетског Савеза.
Повукла се после Олимпијских игара 1976. и наставила да ради као атлетски тренер у  Санкт Петербургу.
Удала се за Александра Баришњикова совјетског бацача кугле освајача две оплимпијске медаље.